# 이반 이바노프 (역도 선수)
이반 이바노프 이바노프(불가리아어: Иван Иванов Иванов, 1971년 8월 27일~)는 불가리아의 역도 선수, 지도자이다. 1992년 하계 올림픽 남자 플라이급 종목에서 금메달을 획득했으며 또한 세계 선수권 대회 4회, 유럽 선수권 대회 5회 우승을 달성했다.
현역 은퇴 후에는 불가리아 역도 국가대표팀 감독을 맡고 있다.